# Topografía dinámica
La topografía dinámica es el término usado en geodinámica para la topografía generada por fuerzas dinámicas del flujo del manto superior terrestre. También se puede definir como la componente de la topografía que no está compensada isostáticamente, es decir, la parte del relieve que no puede ser explicada por variaciones laterales de grosor o densidad en la litosfera asumiendo que el manto subyacente se comporta como fluido estático. Las diferencias en topografía dinámica están frecuentemente en el orden de algunos cientos de metros. Un ejemplo prominente es la «hinchazón» (superswell) africana.
El término es también usado en oceanografía para referirse a la topografía de la superficie del océano relacionada con la dinámica de su propio flujo. En equilibrio hidrostático, la superficie media de los océanos coincidiría con el geoide (una superficie equipotencial del campo gravitatorio terrestre), pero debido a las corrientes marinas, su topografía dinámica alcanza cerca de 2 m.